# Russell W. Peterson
Russell Wilbur "Russ" Peterson, född 3 oktober 1916 i Portage, Wisconsin, död 21 februari 2011 i Centreville, Delaware, var en amerikansk politiker (republikan). Han var delstaten Delawares guvernör 1969–1973.
Peterson arbetade som kemist på DuPont. Efter valsegern i guvernörsvalet 1968 tjänstgjorde han som guvernör i en mandatperiod och profilerade sig i naturskyddsfrågor. Han var ordförande för National Audubon Society 1979–1985. Peterson utsågs år 1982 till Årets Svensk-Amerikan.